# Plectrothrips pallipes
Plectrothrips pallipes är en insektsart som beskrevs av Ian A. Hood 1916. Plectrothrips pallipes ingår i släktet Plectrothrips och familjen rörtripsar. Inga underarter finns listade i Catalogue of Life.